# Кипарска православна црква
Кипарска православна црква (грч. Ορθόδοξη Εκκλησία της Κύπρου) јесте помјесна и аутокефална црква са достојанством архиепископије. Налази се на 10. мјесту у диптиху.

## Историја
Према предању, основао ју је апостол Варнава (47). У почетку, била је епархија Антиохијске цркве, а 431. постала је аутокефална архиепископија. У 6. вијеку је потпала под арапски јарам, а ослободила га се тек 965.
Године 1091. острво Кипар је било захваћено крсташима, а од 1489. до 1571. припадало је Венецији. Од 1571. припадало је Турцима, а од 1878 — Енглезима.
Године 1960. Кипар је добио независност и проглашен је за републику, а његов предсједник је постао архиепископ Макариос III (1960—1977).
Турска инвазија од 20. јула 1974, и наступајућа турска окупација 35% територије острва Кипар, изазвала је масовни одлив хришћанског становништва из окупираног дијела острва. На окупираном дијелу острва одвијала су се многа рушења хришћанских храмова и споменика. Ту се налази укупно 514 храмова, капела и манастира. Велики дио храмова је преобраћен у џамије, музеје или су запуштени.

## Организација
Данас, Кипарска православна црква се састоји из једне архиепископије и пет митрополија. Оне обухватају више од 500 храмова и 9 манастира.
Поглавар Кипарске православне цркве носи титулу „Блажени архиепископ Нове Јустинијане и свег Кипра“. Садашњи поглавар је архиепископ кипарски Георгије III (од 24. децембра 2022). Он је изабран након што се његов претходник архиепископ кипарски Хризостом II упокојио.
Највиша црквена власт је Свети синод састављен од архиепископа и пет митрополита, и њихових викарних архијереја, као сталних чланова.